# Vale Tudo
Vale Tudo er en brasiliansk telenovela produceret af TV Globo og sendt fra 16. maj 1988 til 6. januar 1989 med i alt 204 episoder, hvoraf det sidste afsnit blev genudsendt dagen efter, den 7. januar. Serien erstattede Mandala og blev efterfulgt af O Salvador da Pátria som TV Globos 39. "novela das oito." Manuskriptet blev skrevet af Gilberto Braga, Aguinaldo Silva og Leonor Bassères, med Dennis Carvalho (også i rollen som hovedinstruktør) og Ricardo Waddington i instruktørstolene.
Serien inkluderer skuespillerpræstationer fra Regina Duarte, Antônio Fagundes, Glória Pires, Carlos Alberto Riccelli, Beatriz Segall, Renata Sorrah, Reginaldo Faria og Cássio Gabus Mendes.
I 2016 blev Vale Tudo og Avenida Brasil kåret som de "bedste brasilianske telenovelas nogensinde" af magasinet Veja.

## Udsendelse
Vale Tudo blev vist kl. 20 på TV Globo fra 16. maj 1988 til 6. januar 1989 over 204 episoder, hvor det sidste afsnit blev genudsendt den 7. januar. De første to afsnit blev redigeret til én samlet premierevisning, mens episode 122 blev delt i to. Episoderne 90 og 91 blev sendt samme aften, den 26. august 1988, som en strategisk beslutning af kanalen for at konkurrere med filmen Rambo - Programado para Matar, der blev sendt på SBT, og for at påvirke dens seertal. Filmen blev dog udsat og sendt efter telenovelaen.

### International udsendelse
Vale Tudo blev vist i over tredive lande, herunder Tyskland, Angola, Argentina, Belgien, Canada, Chile, Cuba, Spanien, USA, Italien, Peru, Polen, Tyrkiet, Uruguay og Venezuela.
I Portugal blev serien vist på RTP1 i stedet for telenovelaen Sassaricando i tidsrummet kl. 20. Første afsnit blev sendt den 6. december 1989, og det sidste den 22. juni 1990, med i alt 140 episoder.
Den 26. september 2011 fik Vale Tudo premiere kl. 17 på TV Globo Internacional i Afrika, og serien sluttede den 6. april 2012 med i alt 136 episoder.